# Wereldkampioenschappen schaatsen afstanden 2016 - Massastart vrouwen
De massastart vrouwen op de wereldkampioenschappen schaatsen afstanden 2016 werd gereden op zondag 14 februari 2016 in het ijsstadion Kometa in Kolomna, Rusland.
Het was de tweede keer dat de massastart op het programma van de wereldkampioenschappen afstanden stond, maar het onderdeel was nog niet olympisch. Titelverdediger was Irene Schouten die bovendien twee van de vier wereldbekerwedstrijden voorafgaand aan het wereldkampioenschap won. Ook Kim Bo-reum en Misaki Oshigiri wonnen eerder in het seizoen een wereldbekerwedstrijd, maar tijdens dit WK was het de Canadese Ivanie Blondin die de titel won.

## Verslag
In de tweede editie van het wereldkampioenschap massastart waren het Francesca Lollobrigida, Liu Jing en Jelena Peeters die de drie tussensprints respectievelijk wonnen. In de aanloop naar de eindsprint kwam er voor de toppers fiks duw- en trekwerk aan te pas om zich goed te positioneren. Ivanie Blondin won de eindsprint met miniem verschil op de nummers twee tot en met vijf, Kim Bo-reum pakte op 0,13 seconde zilver, Miho Takagi op 0,15 seconde brons. Weliswaar zaten Irene Schouten (+0,16 s.) en Misaki Oshigiri (+0,25 s.) ook dicht in de buurt, maar zij moesten achter de vrouwen met punten uit de tussensprints genoegen nemen met de plekken tien en elf.

## Plaatsing
De regels van de ISU schrijven voor dat er maximaal 24 schaatssters zich plaatsen voor het WK op deze afstand. Geplaatst zijn de beste 24 schaatssters van het wereldbekerklassement na vier manches, met een beperking van maximaal twee schaatssters per land.
Het 24e startbewijs, dat eigenlijk naar Estland zou gaan, werd doorgeschoven naar Rusland, dat als organiserend land sowieso met één mocht starten. Doordat Italië en Tsjechië maar een van hun twee startplekken opvulden mocht Estland alsnog starten en schoof ook Wit-Rusland 2 door van de reservelijst en mocht met twee vrouwen deelnemen.

## Uitslag
| Rang   | Naam                       | Land             | Ronden | Spr. 1 | Spr. 2 | Spr. 3 | Eindsprint | Punten | Tijd    |
| ------ | -------------------------- | ---------------- | ------ | ------ | ------ | ------ | ---------- | ------ | ------- |
| Goud   | Ivanie Blondin             | Canada           | 16     |        | 1      | 1      | 60         | 62     | 8.17,53 |
| Zilver | Kim Bo-reum                | Zuid-Korea       | 16     |        |        |        | 40         | 40     | 8.17,66 |
| Brons  | Miho Takagi                | Japan            | 16     |        |        |        | 20         | 20     | 8.17,68 |
| 4      | Francesca Lollobrigida     | Italië           | 16     | 5      |        |        |            | 5      | 8.18,92 |
| 5      | Jelena Peeters             | België           | 16     |        |        | 5      |            | 5      | 8.22,29 |
| 6      | Liu Jing                   | China            | 16     |        | 5      |        |            | 5      | 8.25,02 |
| 7      | Janneke Ensing             | Nederland        | 16     | 1      |        | 3      |            | 4      | 8.24,37 |
| 8      | Vanessa Bittner            | Oostenrijk       | 16     |        | 3      |        |            | 3      | 8.30,92 |
| 9      | Jevgenia Lalenkova         | Rusland          | 16     | 3      |        |        |            | 3      | 8.40,38 |
| 10     | Irene Schouten             | Nederland        | 16     |        |        |        |            | 0      | 8.17,69 |
| 11     | Misaki Oshigiri            | Japan            | 16     |        |        |        |            | 0      | 8.17,78 |
| 12     | Park Do-yeong              | Zuid-Korea       | 16     |        |        |        |            | 0      | 8.18,56 |
| 13     | Heather Richardson-Bergsma | Verenigde Staten | 16     |        |        |        |            | 0      | 8.19,75 |
| 14     | Marina Zoejeva             | Wit-Rusland      | 16     |        |        |        |            | 0      | 8.20,61 |
| 15     | Claudia Pechstein          | Duitsland        | 16     |        |        |        |            | 0      | 8.20,92 |
| 16     | Bente Kraus                | Duitsland        | 16     |        |        |        |            | 0      | 8.21,65 |
| 17     | Paige Schwartzburg         | Verenigde Staten | 16     |        |        |        |            | 0      | 8.22,45 |
| 18     | Nikola Zdráhalová          | Tsjechië         | 16     |        |        |        |            | 0      | 8.40,10 |
| 19     | Aleksandra Goss            | Polen            | 16     |        |        |        |            | 0      | 8.49,50 |
| 20     | Tatjana Michajlova         | Wit-Rusland      | 16     |        |        |        |            | 0      | 8.49,86 |
| 21     | Saskia Alusalu             | Estland          | 12     |        |        |        |            | 0      | 7.42,21 |
| 22     | Hao Jiachen                | China            | 6      |        |        |        |            | 0      | 4.45,76 |
| 23     | Heather McLean             | Canada           | 4      |        |        |        |            | 0      | 3.19,90 |
| 24     | Luiza Złotkowska           | Polen            | 4      |        |        |        |            | 0      | 3.31,86 |

2015 · 
2016 · 
2017 · 
2019 · 
2020 · 
2021 · 
2023 · 
2024 · 
2025